# Marcélia Cartaxo
Marcélia de Souza Cartaxo (Cajazeiras, 27 de outubro de 1962) é uma atriz e diretora brasileira, que ganhou notoriedade no filme A Hora da Estrela, baseado no romance de Clarice Lispector. A atriz já foi laureada com várias premiações ao longo de sua carreira, incluindo dois prêmios Grande Otelo, três Prêmios Guarani, dois Kikito do Festival de Gramado, quatro Troféus Candango do Festival de Brasília, assim como o Urso de Prata de melhor atriz no Festival de Berlim.
Marcélia já estrelou diversos filmes prestigiados pela crítica cinematográfica, entre eles A Hora da Estrela (1985), pelo qual se tornou a primeira atriz brasileira a vencer o Urso de Prata de melhor atriz no Festival de Cinema de Berlim, Fronteira das Almas (1987), O Céu de Suely (2006), A História da Eternidade (2015) e Big Jato (2016). Por sua interpretação de Laurita em Madame Satã (2002) ela venceu o Grande Otelo de melhor atriz. Em 2020, ela estrelou a aclamada comédia dramática Pacarrete, no papel da protagonista, título que lhe rendeu seu segundo Grande Otelo de melhor atriz e outras premiações importantes.
Ela fez sua estreia nos palcos no início dos anos 1980 na peça Beiço de Estrada com a qual viajou por todo o país, até chegar a São Paulo e ser convidada para trabalhos no cinema. Em 1990 estreou na televisão sendo convidada para integrar o elenco da novela Mico Preto. No mesmo ano, foi contratada pela Rede Manchete participando de produções como A História de Ana Raio e Zé Trovão e Amazônia. Destacou-se em 2016 na novela Velho Chico na TV Globo.

## Início da vida

### Primeiros anos e educação
Marcélia de Souza Cartaxo nasceu em 27 de outubro de 1963 na pacata cidade de Cajazeiras, no interior da Paraíba. Ainda quando era adolescente, a atriz fugia de sua casa para ensaiar peças de teatro às escuras, no quintal de seus amigos, com medo da repreensão de seus pais. Ela fazia parte de uma trupe denominada "Turma do Mickey", em alusão ao famoso personagem da Disney, que era composta por uma dúzia de crianças que encenavam um repertório dos mais convencionais. Entre os planos do grupo, estavam montar uma releitura de Chapeuzinho Vermelho e dublar performances do grupos musical As Frenéticas. Uma vez por ano, a turma ia para João Pessoa, que era como uma espécie de Hollywood para eles.
Em sua casa, a mãe de Cartaxo foi quem menos apoiou sua decisão de tornar-se atriz. Para ela, uma atriz se tornava prostituta e ator era vagabundo. No entanto, as repreensões da mãe não foram suficientes para convencê-la em deixar o ofício de lado, ela pegava moedas que os fiéis depositavam na imagem de Santo Antônio de sua cidade e ia para o cinema. Entre suas inspirações cinematográficas, estavam Greta Garbo e Marilyn Monroe, grandes musas do cinema norte-americano. Chegou um dia a dizer que o santo devia ter achado um bom investimento, porque nunca a descobriram. E pensava: "Um dia lhe pago, meu santo".

## Carreira

### A Hora da Estrelae reconhecimento internacional (1985—1990)
No começo dos anos 1980, com objetivo de expandir suas possiblidades, a companhia teatral que integrava resolveu montar o projeto Beiço de Estrada, texto original de Eliezer Filho, único universitário da equipe. Com isso, viajaram por diversas regiões do Brasil, como parte do "Projeto Mambembão". Quando a montagem chegou em São Paulo, foi assistida pela cineasta Suzana Amaral e a atriz encontrou a chance de sua vida, pois Amaral observava atentamente o jeito tímido e forte de Cartaxo em cena. A partir daí, sua carreira tomou impulso com o convite para protagonizar o filme de drama A Hora da Estrela, adaptado do romance homônimo de Clarice Lispector.
Em A Hora da Estrela, Cartaxo deu vida de forma exitosa a Macabéa, protagonista da história, uma mulher nordestina órfã que sai de sua terra natal para ser datilógrafa em São Paulo, sendo semianalfabeta. O drama acompanha sua vida na metrópole brasileira e suas novas vivências em um mundo então desconhecido. Com esse trabalho, ganhou projeção internacional e teve sua atuação amplamente elogiada. Tornou-se a primeira atriz brasileira a receber o Urso de Prata de Melhor Atriz no festejado Festival de Berlim, na Alemanha, além de ter sido prestigiada com o Candango de Melhor Atriz no Festival de Brasília. Na semana em que viajou até Berlim para receber uma premiação por seu papel em A Hora da Estrela, a atriz foi fisicamente agredida por um alemão antissemita dentro de um ônibus, que justificou sua agressão por achar que Marcélia fosse judia.
Com o sucesso no cinema, novos rumos em sua carreira foram tomados, culminando em sua estreia na televisão em 1987 atuando no especial Alta Rotação, filme produzido para a televisão onde ela trabalhou com Othon Bastos, Cássia Kis e Guilherme Karan.[carece de fontes?] No mesmo ano, a atriz voltou aos cinemas com seus trabalhos no filme de comédia Brasa Adormecida, de Djalma Limongi Batista, estrelado por Maitê Proença e Edson Celulari, onde ela interpretou um papel menor como Angélica, e no filme de drama Fronteira das Almas, de Hermano Penna, que abordava as desigualdades no sistema agrário, pelo qual teve novamente seu desempenho reconhecido no Festival de Brasília, como atriz coadjuvante.
Prosseguindo sua carreira cinematográfica, Cartaxo participou do filme musical Sonhei com Você, dirigido por Ney Sant'Anna, filme estrelado pela  dupla sertaneja Milionário e José Rico. No filme, ela interpreta a caminhoneira Marcela, que é obrigada pelo pai a dar carona a dupla de cantores que sofrem um golpe e, por engano, tornam-se fugitivos da polícia. Em 1990, está no filme de drama Césio 137: O Pesadelo de Goiânia, baseado no acidente radiológico de Goiânia ocorrido em 1987, com depoimentos das vítimas do acidente servindo como base para seu roteiro.
Em 1990, ainda, teve sua primeira experiência em telenovelas ao fazer integrar o elenco da novela das sete Mico Preto, da TV Globo, escrita por Euclydes Marinho, Leonor Bassères e Marcílio Moraes. Na trama, ela interpretou empregada Divina, uma mulher intrometida na vida da família dos seus patrões, interpretados por Mauro Mendonça e Eva Wilma. No mesmo ano, transfere-se para a TV Manchete para fazer uma participação na novela A História de Ana Raio e Zé Trovão, de Marcos Caruso e Rita Buzzar, onde atua na fase em que a novela se passa na Chapada dos Guimarães, como Antônia, a esposa do peão Mané Coxo (novamente fazendo par com José Dumont).

### Diversificação de trabalhos (1991—2001)
Em 1991, a atriz manteve seu vínculo com a TV Manchete e foi designada para integrar o elenco principal da novela Amazônia, interpretando a personagem Das Dores nas duas primeiras temporadas da obra. Com o encerramento das atividades da Embrafilme no início da década de 1990, o setor cinematográfico brasileiro passou por um período de declínio na produção, o que resultou na redução das oportunidades no cinema. Nesse contexto, a atriz concentrou suas atuações em filmes de menor repercussão, como A Última Canção da Terra (1992), Dente por Dente (1994) e A Árvore de Marcação (1995).
Paralelamente, ela intensificou sua presença na televisão, consolidando-se como um nome importante da TV Manchete. Em 1993, foi escalada para o elenco da novela Guerra sem Fim, que veio a substituir Amazônia na grade de programação da emissora.
Em 1995, esteve como Vangé na novela Tocaia Grande, baseada no livro de Jorge Amado, uma produção que não teve muita repercussão em sua exibição. Neste ano, voltou a ter destaque no cinema na comédia dramática Dezesseis, Zero, Sessenta, de Vinicius Mainardi, que foi bastante elogiado pela imprensa internacional, pelo texto poético e pelas interpretações de Maitê Proença e Cartaxo, e rendeu a ela o terceiro prêmio do Festival de Cinema de Brasília. Em 1997, a atriz encerrou sua trajetória na TV Manchete ao integrar o elenco da novela Mandacaru, escrita por Carlos Alberto Ratton. Ambientada no sertão da Bahia durante a década de 1930, a trama explorava a cultura e os costumes do cangaço, e a atriz deu vida à personagem Amália, marcando sua última participação na emissora.
Em 1997, ainda, participa do filme de comédia For All - O Trampolim da Vitória, de Buza Ferraz, filme que se passa em 1943, na cidade de Parnamirim, Rio Grande do Norte, onde os Estados Unidos constroem a maior base militar fora de seu território durante a Segunda Guerra Mundial. A presença de milhares de soldados americanos transforma a vida local, introduzindo dólares, eletrodomésticos, o glamour de Hollywood, músicas de grandes bandas e a influência de cantoras e atrizes famosas. No ano seguinte, participa de mais uma grande produção, o filme de drama Policarpo Quaresma, Herói do Brasil, soba direção de Paulo Thiago, baseado na obra Triste Fim de Policarpo Quaresma de Lima Barreto, que conta a história de um nacionalista que sonha em ver o país grandioso porém foi visto como louco pela sociedade por conta de seus ideais.
Em 1999, a atriz voltou a trabalhar na TV Globo com uma participação especial na novela das nove Suave Veneno, escrita por Aguinaldo Silva, aparecendo como uma enfermeira. No mesmo ano, interpreta Luciene na novela das sete Vila Madalena, de Walther Negrão, sendo sua personagem uma diarista que trabalha para a personagem principal Eugênia, interpretada por Maitê Proença. Em 2000, Cartaxo atuou na minissérie Aquarela do Brasil e também esteve no episódio da série Você Decide, além de interpretar Abadia no filme de drama histórico Amélia.
Em 2001, trabalhou novamente com Aguinaldo Silva na novela das nove Porto dos Milagres, repetindo mais uma vez o estereótipo de empregada doméstica que perseguiu sua carreira nas telenovelas, ainda que a essa altura já tenha colecionado prêmios importantes e reconhecimento crítico por seus trabalhos no cinema. Na trama, a sua personagem era funcionária da mansão dos vilões cômicos da trama, o casal Augusta Eugênia (Arlete Salles) e o prefeito Osvaldo (Fúlvio Stefanini), que fez sucesso popular à época.

### Atriz consolidada (2002—2018)
O ano de 2002 marcou um ponto alto na carreira da atriz, consolidando ainda mais sua trajetória artística com sua atuação no aclamado filme Madame Satã, dirigido por Karim Aïnouz e estrelado ao lado de Lázaro Ramos. A obra retrata a intensa e controversa vida boêmia do transformista Madame Satã, figura icônica das noites cariocas. No longa, a atriz interpreta Laurita, uma prostituta pela qual Madame desenvolve uma forte afeição, resultando em uma relação marcada por profundidade e cumplicidade. Sua interpretação foi amplamente elogiada, rendendo-lhe o Grande Otelo de Melhor Atriz, concedido pela Academia Brasileira de Cinema, e o Prêmio Guarani de Melhor Atriz Coadjuvante, reafirmando seu talento e consolidando seu destaque no cenário cinematográfico brasileiro.
Nos anos seguintes, Cartaxo direcionou sua carreira predominantemente para o cinema, consolidando-se como uma intérprete versátil em produções marcantes. Em 2003, integrou o elenco de Tempo de Ira, dando vida à personagem Cícera Candóia. Dois anos depois, em 2005, participou de Quanto Vale ou É por Quilo?, interpretando Adélia, e também atuou no filme Crime Delicado, onde desempenhou o papel de uma atriz em uma peça teatral. No ano de 2006, Marcélia participou de duas obras: O Amigo Invisível, como Conceição, e O Céu de Suely, onde interpretou uma personagem homônima, Marcélia, reafirmando sua presença em produções de impacto. Já em 2007, esteve em Batismo de Sangue, no papel de Nildes, e no polêmico Baixio das Bestas, filme que chamou atenções por suas cenas fortes de violência e degradação humana, dando vida à personagem Ceiça.
Em 2007, foi convidada a retornar à televisão para participar da minissérie A Pedra do Reino, uma homenagem aos 80 anos do escritor, dramaturgo e poeta nordestino Ariano Suassuna, autor do livro-base (Romance d)a Pedra do Reino (e o Príncipe do Sangue do Vai-e-Volta), criada por Luiz Fernando Carvalho, que percorreu o sertão nordestino em busca de atores para compor o elenco. A partir daí, surgiu o convite para retornar às telenovelas e foi escalada para a trama das seis Desejo Proibido, da TV Globo, onde desempenhou o papel de Antonieta Lourenço, uma das funcionárias da fazenda do poderoso coronel Chico Fernandes (José de Abreu). Em 2011, fez uma participação especial na novela Aquele Beijo, de Miguel Falabella, interpretando Damiana, uma mulher que falece no início da trama na Paraíba. Sua identidade é roubada por Tonha (Bia Nunnes), sua amiga, que viaja ao Rio de Janeiro se passando por ela com a intenção de enganar Felizardo (Diogo Vilela), irmão de Damiana, que acreditava que a irmã estava desaparecida. A personagem conquistou a simpatia do público e, devido ao sucesso, o autor decidiu trazer Damiana de volta à história, desta vez como um fantasma que assombra Tonha, adicionando um toque de humor e mistério à novela.
Acumulou papéis no cinema em Doce de Coco (2010) e Trampolim do Forte (2013), até chegar em mais um grande trabalho com o drama musical A História da Eternidade (2015), dirigido por Camilo Cavalcante. O filme, amplamente elogiado pela crítica, trouxe uma narrativa sensível ambientada em um pequeno vilarejo do Sertão e contou com atuações de destaque ao lado de Irandhir Santos e Zezita de Matos. Na trama, deu vida a uma moradora que sofreu uma grande perda e não tem mais alegria em viver, cuja interpretação lhe rendeu uma indicação ao Grande Otelo de Melhor Atriz e a consagração com o Prêmio Guarani de Melhor Atriz Coadjuvante, reafirmando sua relevância no cenário cinematográfico nacional.
Com a repercussão do filme, recebeu um convite para voltar ao horário nobre da TV Globo na telenovela Velho Chico, de Benedito Ruy Barbosa, interpretando Josefa, a esposa do líder dos pescadores da trama Zé Pirangueiro, interpretado pelo ator José Dumont, que volta a fazer par com a atriz depois de mais de 30 anos de estreia do filme A Hora da Estrela, o qual eles eram os protagonistas. Neste ano, a atriz ainda esteve em evidência no filme Big Jato, no qual ela contracenou com Matheus Nachtergaele, ganhando elogios por sua interpretação. Ela ainda esteve nas minisséries Fim do Mundo (2016) e Lama dos Dias (2018), no Canal Brasil, e esteve em outros filmes de menor repercussão.

### Pacarretee projetos recentes (2019—presente)
Em 2019, a atriz alcançou seu maior reconhecimento no cinema desde sua estreia em A Hora da Estrela. Ela voltou a brilhar nas telas ao protagonizar o aclamado Pacarrete, dirigido por Allan Deberton. No filme, ela interpreta uma bailarina profissional e professora de dança, educação artística e educação física, que passou as últimas décadas de sua vida sendo vista como louca na cidade de Russas, no interior do Ceará. Sua atuação, minuciosamente construída e repleta de trejeitos marcantes, foi celebrada pela crítica como uma das melhores de sua carreira. A performance foi ovacionada em diversos festivais de cinema, incluindo o prestigiado Festival de Gramado, onde recebeu o Kikito de Melhor Atriz. Além disso, a atriz conquistou pela segunda vez o Grande Otelo de Melhor Atriz e também foi laureada com o Prêmio Guarani de Melhor Atriz.
Em 2020, protagonizou o curta-metragem Ela Que Mora no Andar de Cima, dirigido por Amarildo Martins, interpretando Luzia, uma mulher que é convidada por sua vizinha do andar de cima, a confeiteira Carmem (Raquel Rizzo), para ser sua "cobaia" experimentando seus novos doces. Aos poucos, elas vão criando uma amizade que vai evoluindo para um amor platônico de Luzia, que mesmo não sendo correspondida, vive intensamente suas novas descobertas. Em 2021, esteve em três filmes emblemáticos, iniciando por uma participação no filme Acqua Movie, de Lírio Ferreira. Estrelou com Thalita Machado o filme dramático Helen, que traz uma avó e uma neta lutando para sobreviver em meio a realidade social em que vivem morando em um cortiço. Protagonizou A Praia do Fim do Mundo, de Petrus Cariry, onde interpretou Helena, uma mãe doente que se recusa a abandonar sua casa à beira-mar, apesar das constantes ressacas e do avanço do mar que desabriga famílias. Ao lado de sua filha Alice, uma jovem ambientalista que deseja partir, ambas enfrentam seus destinos em meio ao conflito entre permanecer e recomeçar.
Em 2022, foi novamente premiada no Festival de Gramado por sua interpretação no drama A Mãe, dirigido por Cristiano Burlan, que a trouxe no papel de Maria, uma moradora da periferia de São Paulo que está em busca de seu filho adolescente que desapareceu após uma abordagem policial. Ela fez o papel da governanta Tereza na série Só Se For Por Amor, da Netflix, que contém uma trama focada no mundo musical do sertanejo em Goiás.
Em 2023, destacou-se na aclamada série Cangaço Novo, do Prime Video, cuja trama estabelece uma conexão entre o Sertão contemporâneo e o Sertão ancestral, fugindo da tradicional mitificação do Cangaço presente na cinematografia brasileira. Na série, ela dá vida a Zefa, uma mulher de personalidade forte e decidida, que assume um papel central como líder social em sua comunidade. Zefa luta incansavelmente para garantir as necessidades mais básicas para as pessoas ao seu redor, destacando-se como uma figura de resistência e esperança em um cenário desafiador. Em 2024, a atriz protagonizou o curta-metragem Umbilina e Sua Grande Rival, ao lado de Zezita de Matos, e também estrelou o filme Lispectorante, de Renata Pinheiro, filme ambientado no bairro da Boa Vista, em Recife, onde Clarice Lispector viveu na adolescência, que acompanha as reflexões existenciais da escritora por meio da personagem Glória Hartman (interpretada por Cartaxo), que enfrenta dificuldades pessoais, profissionais e financeiras ao retornar à sua cidade natal.
Ainda em 2024, gravou a segunda temporada da série Lama dos Dias, de Hilton Lacerda, para o Canal Brasil, novamente no papel de Madalena, tia de um dos protagonistas da série. Em 2025, atuará na novela Guerreiros do Sol, escrita por George Moura e Sergio Goldenberg para o Globoplay, onde ela será a matriarca da família protagonista do enredo.

## Vida pessoal
Marcélia Cartaxo sempre optou por manter sua vida pessoal resguardada, cultivando uma postura discreta ao longo de sua trajetória. Atualmente, a atriz reside em João Pessoa, capital da Paraíba, em uma casa herdada de sua mãe. Segundo a própria Marcélia, o imóvel está localizado em uma área afastada do centro e das praias mais famosas da cidade, conferindo-lhe um estilo de vida tranquilo e reservado.
Em entrevistas, Marcélia revelou nunca ter conseguido acumular riquezas ao longo de sua carreira, vivendo entre altos e baixos financeiros. Apesar disso, destaca-se por sua forte conexão com questões espirituais, que alimentam sua esperança em novas oportunidades e dias melhores.
Embora tenha recebido aclamação da crítica por diversos trabalhos, a atriz reflete que poucas foram as personagens verdadeiramente especiais em sua trajetória. Ela menciona que muitas de suas atuações foram realizadas com o propósito de garantir sua subsistência. Marcélia também observa que sua carreira, especialmente na televisão, esteve frequentemente associada a papéis que reforçam estereótipos de mulheres nordestinas e de origem humilde, limitando as possibilidades de explorar diferentes facetas de sua arte. Esse tipo de representação, segundo ela, restringiu oportunidades mais diversificadas e significativas no meio televisivo.

## Teatro
| Ano     | Título                                             | Personagem         | Nota(s)       |
| ------- | -------------------------------------------------- | ------------------ | ------------- |
| 1981–84 | Beiço de Estrada                                   | Vários personagens |               |
| 1987    | A Nossa Voz                                        | Esposa             |               |
| 1999    | Bispo Jesus do Rosário, a Via Sacra dos Contrários |                    |               |
| 2002    | Woyzeck, O Brasileiro                              |                    | [ 52 ]        |
| 2011–12 | Meias Irmãs                                        |                    | como diretora |

## Filmografia

### Televisão
| Ano     | Título                             | Personagem                  | Notas                     |
| ------- | ---------------------------------- | --------------------------- | ------------------------- |
| 1987    | Alta Rotação                       | Márcia                      |                           |
| 1990    | Mico Preto                         | Divina                      |                           |
| 1990    | A História de Ana Raio e Zé Trovão | Antônia                     |                           |
| 1991–92 | Amazônia                           | Maria das Dores (Das Dores) |                           |
| 1992    | Você Decide                        | —                           | Episódio: "Mamãe Coragem" |
| 1993    | Guerra sem Fim                     | Suely                       |                           |
| 1995    | Tocaia Grande                      | Vangé                       |                           |
| 1997    | Mandacaru                          | Amália                      |                           |
| 1999    | Suave Veneno                       | Enfª. Lisbela               |                           |
| 1999    | Vila Madalena                      | Luciene                     |                           |
| 2000    | Aquarela do Brasil                 | Dora                        |                           |
| 2000    | Você Decide                        | —                           | Episódio: "O Poderoso"    |
| 2000    | Você Decide                        | —                           | Episódio: "A Poderosa"    |
| 2001    | Porto dos Milagres                 | Quirina                     |                           |
| 2007    | Desejo Proibido                    | Antonieta Lourenço (Tonha)  |                           |
| 2007    | A Pedra do Reino                   | Filipa Quaderna             |                           |
| 2011    | Aquele Beijo                       | Damiana Barbosa             |                           |
| 2013    | Alexandre e Outros Heróis          | Das Dores                   |                           |
| 2013    | O Canto da Sereia                  | Salete                      |                           |
| 2016    | Velho Chico                        | Josefa                      |                           |
| 2016    | Fim do Mundo                       | Mazé                        |                           |
| 2018–24 | Lama dos Dias                      | Madalena                    | Temporadas: "1–2"         |
| 2020    | Os Ovos da Raposa                  | Lila                        |                           |
| 2022    | Só Se For Por Amor                 | Tereza                      |                           |
| 2023–25 | Cangaço Novo                       | Syzélia Vaqueiro (Zefa)     |                           |
| 2025    | Guerreiros do Sol                  | Generosa Alencar            |                           |

### Cinema
| Ano  | Título                              | Personagem                               | Notas                       |
| ---- | ----------------------------------- | ---------------------------------------- | --------------------------- |
| 1985 | A Hora da Estrela                   | Macabéa                                  |                             |
| 1987 | Salvar o Brasil                     |                                          | Curta-metragem              |
| 1987 | Brasa Adormecida                    | Angélica                                 |                             |
| 1987 | Fronteira das Almas                 | Luciana                                  |                             |
| 1988 | Sonhei com Você                     | Marcela                                  |                             |
| 1990 | Césio 137 - O Pesadelo de Goiânia   | Esposa de Vavá                           |                             |
| 1992 | A Última Canção da Terra            | Princesa                                 |                             |
| 1994 | Dente por Dente                     | Dona Lizete                              | Curta-metragem              |
| 1995 | A Árvore de Marcação                | Josélia                                  |                             |
| 1995 | 16060                               | Viúva                                    |                             |
| 1997 | For All - O Trampolim da Vitória    | Miloca                                   |                             |
| 1998 | Policarpo Quaresma, Herói do Brasil | Sinhá Chica                              |                             |
| 2000 | Amélia                              | Dona Abadia                              |                             |
| 2002 | Um Trailer Americano                | Nádia                                    | Curta-metragem              |
| 2002 | Madame Satã                         | Laurita                                  |                             |
| 2003 | Tempo de Ira                        | Cícera Candóia                           | também diretora             |
| 2005 | Quanto Vale ou É por Quilo?         | Adélia                                   |                             |
| 2005 | Crime Delicado                      | Atriz na peça Woyzeck                    |                             |
| 2006 | O Amigo Invisível                   | Conceição                                |                             |
| 2006 | O Céu de Suely                      | Marcélia                                 |                             |
| 2007 | Batismo de Sangue                   | Nildes                                   |                             |
| 2007 | Baixio das Bestas                   | Ceiça                                    |                             |
| 2009 | O Sonho de Inacim                   | Bia                                      |                             |
| 2010 | Feliz Desaniversário                | Mãe                                      | Curta-metragem              |
| 2010 | Doce de Coco                        | Maria                                    |                             |
| 2013 | Trampolim do Forte                  | Dona do Céu                              |                             |
| 2015 | A História da Eternidade            | Querência                                |                             |
| 2016 | Maria                               | Maria                                    |                             |
| 2016 | Redemunho                           | —                                        | direção, roteiro e produção |
| 2016 | Big Jato                            | Mãe de Francisco                         |                             |
| 2016 | Moído                               | —                                        | Curta-metragem              |
| 2018 | Nova Amsterdam                      | Sra. Coelho, esposa de Francisco Coelho  |                             |
| 2018 | Nova Iorque                         | —                                        | Curta-metragem              |
| 2019 | A Ética das Hienas                  | mulher                                   | Curta-metragem              |
| 2019 | Ambiente Familiar                   | Sônia, mãe de Alex                       |                             |
| 2019 | Pacarrete                           | Pacarrete                                |                             |
| 2020 | Ela Que Mora no Andar de Cima       | Luzia                                    |                             |
| 2020 | Cartaxo                             | Ela mesma                                | Curta-metragem              |
| 2021 | Acqua Movie                         | Tia                                      |                             |
| 2021 | Helen                               | Maria das Graças de Almeida (Dona Graça) |                             |
| 2021 | A Praia do Fim do Mundo             | Helena                                   |                             |
| 2022 | A Mãe                               | Maria                                    |                             |
| 2024 | Umbilina e Sua Grande Rival         | Umbilina                                 | Curta-metragem              |
| 2024 | Batalha de Flores                   | Madame Valón                             | Curta-metragem              |
| 2024 | Lispectorante                       | Glória Hartman                           |                             |

## Prêmios e indicações
Marcélia Cartaxo consolidou uma bem-sucedida carreira no cenário audiovisual brasileiro, sobretudo no cinema, o que lhe rendeu diversos prêmios e indicações em festivais nacionais e internacionais. Considerada uma das principais expoentes da cultura nordestina do país, ela é tida como um dos grandes nomes da cultura brasileira.
Cartaxo, em sua primeira aparição profissional no cinema, em A Hora da Estrela (1985), foi considerada a melhor atriz pelo Festival Internacional de Cinema de Berlim, na Alemanha, recebendo o importante Urso de Prata. Em território nacional, recebeu o Troféu Candango do Festival de Brasília, pela interpretação no mesmo filme. A atriz repetiu o feito de ser premiada no Festival de Brasília, um dos mais antigos do gênero no Brasil, por mais três vezes: em 1987, foi considerada a Melhor Atriz Coadjuvante do evento por Fronteira das Almas; em 1995, novamente na mesma categoria por seu trabalho em Dezesseis, Zero, Sessenta; e, em 2015 como Melhor Atriz por Big Jato.
Pela Academia Brasileira de Cinema, Cartaxo foi reconhecida em cinco indicações ao prêmio Grande Otelo, saindo-se vencedora em duas delas. Ela foi a quarta atriz a ser premiada na categoria de Melhor Atriz por seu desempenho no ano de 2002 no filme de drama biográfico Madame Satã. Repetiu o feito dezoito anos depois por sua emblemática performance no filme Pacarrete (2020). Na categoria de Melhor Atriz, ainda recebeu nomeações por: A História da Eternidade, em 2016, e A Mãe, em 2023. Como Melhor Atriz Coadjuvante, foi indicada por seu trabalho em Baixio das Bestas, em 2008.
Dentre os inúmeros prêmios nacionais e internacionais que recebeu em seus mais de trinta anos de carreira, em 2019, foi agracia com o Troféu Kikito de Melhor Atriz no Festival de Gramado por sua atuação em Pacarrete, feito que se repetiu dois anos mais tarde por sua performance em A Mãe. Além de ter sido três vezes premiada com o Prêmio Guarani de Cinema e ter recebido uma indicação ao Prêmio Qualidade Brasil, ela foi premiada com os prêmios de Melhor Atriz ainda no Cine PE - Festival do Audiovisual, Los Angeles Brazilian Film Festival e Festival de Cinema de Vitória.

### Lista de prêmios e indicações
| Ano  | Prêmio                                        | Categoria                         | Nomeações                | Resultado |
| ---- | --------------------------------------------- | --------------------------------- | ------------------------ | --------- |
| 1985 | Festival de Cinema de Brasília                | Melhor Atriz                      | A Hora da Estrela        | Venceu    |
| 1986 | Festival Internacional de Cinema de Berlim    | Melhor Atriz (Urso de Prata)      | A Hora da Estrela        | Venceu    |
| 1987 | Festival de Cinema de Brasília                | Melhor Atriz Coadjuvante          | Fronteira das Almas      | Venceu    |
| 1995 | Festival de Cinema de Brasília                | Melhor Atriz Coadjuvante          | 16060                    | Venceu    |
| 2003 | Prêmio Qualidade Brasil                       | Melhor Atriz Teatral Drama        | Woyzeck                  | Indicada  |
| 2003 | Grande Prêmio do Cinema Brasileiro            | Melhor Atriz                      | Madame Satã              | Venceu    |
| 2003 | Prêmio Guarani de Cinema Brasileiro           | Melhor Atriz Coadjuvante          | Madame Satã              | Venceu    |
| 2003 | Cine PE - Festival do Audiovisual             | Melhor Atriz em Curta-metragem    | Tempo de Ira             | Venceu    |
| 2003 | Festival de Cinema, Vídeo e Dcine de Curitiba | Melhor Curta-metragem             | Tempo de Ira             | Venceu    |
| 2008 | Grande Prêmio do Cinema Brasileiro            | Melhor Atriz Coadjuvante          | Baixio das Bestas        | Indicado  |
| 2014 | Festival de Cinema de Paulínia                | Melhor Atriz                      | A História da Eternidade | Venceu    |
| 2015 | Festival de Cinema de Brasília                | Melhor Atriz                      | Big Jato                 | Venceu    |
| 2016 | Grande Prêmio do Cinema Brasileiro            | Melhor Atriz                      | A História da Eternidade | Indicado  |
| 2016 | Prêmio Guarani de Cinema Brasileiro           | Melhor Atriz Coadjuvante          | A História da Eternidade | Venceu    |
| 2017 | Prêmio Guarani de Cinema Brasileiro           | Melhor Atriz Coadjuvante          | Big Jato                 | Indicado  |
| 2019 | Festival de Cinema de Gramado                 | Melhor Atriz                      | Pacarrete                | Venceu    |
| 2019 | Los Angeles Brazilian Film Festival           | Melhor Atriz                      | Pacarrete                | Venceu    |
| 2019 | Festival de Cinema de Vitória                 | Melhor Atriz (voto júri)          | Pacarrete                | Venceu    |
| 2021 | Festival SESC Melhores Filmes                 | Melhor Atriz Nacional             | Pacarrete                | Venceu    |
| 2021 | Grande Prêmio do Cinema Brasileiro            | Melhor Atriz                      | Pacarrete                | Venceu    |
| 2021 | Prêmio Guarani de Cinema Brasileiro           | Melhor Atriz                      | Pacarrete                | Venceu    |
| 2022 | Festival SESC Melhores Filmes                 | Melhor Atriz Nacional             | Helen                    | Indicado  |
| 2022 | Festival de Cinema de Gramado                 | Melhor Atriz                      | A Mãe                    | Venceu    |
| 2023 | Festival Sesc Melhores Filmes                 | Melhor Atriz Nacional             | A Mãe                    | Indicada  |
| 2023 | Prêmio Platino                                | Melhor Interpretação Feminina     | A Mãe                    | Indicada  |
| 2023 | Grande Prêmio do Cinema Brasileiro            | Melhor Atriz                      | A Mãe                    | Indicada  |
| 2023 | Prêmio Guarani de Cinema Brasileiro           | Melhor Atriz                      | A Mãe                    | Indicado  |
| 2024 | Prêmio Platino                                | Melhor Atriz Coadjuvante de Série | Cangaço Novo             | Indicado  |
| 2025 | Festival de Cinema de Gramado                 | Troféu Oscarito                   | Conjunto da Obra         | Venceu    |